# Toftbyn, Backa och Gråsala
Toftbyn, Backa och Gråsala var en år 1990 av SCB avgränsad och namnsatt småort i Falu kommun i Dalarnas län. Den omfattade bebyggelse i byarna Toftbyn, Backa och Gråsala belägna i Svärdsjö socken